# Hou de trein in het oog
Hou de trein in het oog (Tsjechisch: Ostře sledované vlaky) is een Tsjecho-Slowaakse filmkomedie uit 1966 onder regie van Jiří Menzel. Het scenario is gebaseerd op de gelijknamige roman van auteur Bohumil Hrabal. In 1968 won de film de Oscar voor beste buitenlandse film.

## Verhaal
De film speelt zich af tijdens de bezetting van Tsjecho-Slowakije door de Duitsers in de Tweede Wereldoorlog. Miloš Hrma is een stationschef in opleiding. Hij wil ervaring opdoen in de liefde. Daardoor ontstaan er allerhande misverstanden in het dorpsstationnetje. Miloš raakt ook betrokken bij een complot tegen de Duitse bezetter. Partizanen willen een Duitse trein met munitie opblazen. Wanneer het plan mislukt, moet Miloš een moedige daad stellen.

## Rolverdeling
| Acteur             | Personage                 |
| ------------------ | ------------------------- |
| Václav Neckár      | Miloš Hrma                |
| Jitka Bendová      | Controleur Máša           |
| Vladimír Valenta   | Stationschef              |
| Libuše Havelková   | Vrouw van de stationschef |
| Josef Somr         | Treindienstleider Hubicka |
| Alois Vachek       | Stationsbeambte Novak     |
| Jitka Zelenohorská | Zdenicka Svatá            |
| Vlastimil Brodský  | Raasman Zednícek          |
| Ferdinand Kruta    | Oom Noneman               |
| Kveta Fialová      | Gravin                    |
| Nada Urbánková     | Viktoria Freie            |
| Jirí Menzel        | Dr. Brabec                |
| Pavel Landovský    | Dief                      |
| Jirí Kodet         | SS'er                     |